# Ralph Waldo Trine
Ralph Waldo Trine (26 de octubre de 1866 - 8 de noviembre de 1958) fue un escritor, filósofo y maestro estadounidense. Escribió muchos libros sobre el movimiento del Nuevo Pensamiento. Trine fue amigo íntimo de Henry Ford y tuvo varias conversaciones con él sobre el éxito en la vida.

## Biografía
Nacido el 9 de septiembre de 1866, en Mount Morris (Illinois), Trine era el hijo de Samuel G. Trine y Ellen E. Newcomer. Asistió a la escuela pública, y después de graduarse de la escuela secundaria a la edad de 16 años comenzó a trabajar como agricultor y leñador. Más tarde trabajó como cajero de un banco por un tiempo antes de ir a la universidad.
Trine asistió a la Universidad de Wisconsin en sus primeros veinte años y se presenta en el anuario de 1891 que cubrió 1889/90 y su revista de antiguos alumnos de 1900. A los veinte años asistió a Knox College en Illinois y se graduó con una maestría en artes 1891. Luego asistió a la Universidad Johns Hopkins y estudió historia, ciencias sociales y ciencias políticas, donde trabajó como periodista para el Boston Daily Evening Transcript. Ganó un gran premio en efectivo por un ensayo que escribió a fines del siglo XIX sobre cómo la educación reducía el crimen. Se involucró en problemas sociales relacionados con los animales y se convirtió en director de la American Humane Society y la Massachusetts Society for the Prevention of Cruelty to Animals-Angell Animal Medical Center.
En 1892, Trine era estudiante y profesor de retórica en el Emerson College, donde tuvo una influencia en E.W. Kenyon, quien se convirtió en el padre del Movimiento Palabra de Fe. Se mudó a Mount Airy, en el área de Nueva York, donde construyó una cabaña cuando tenía 30 años. Situada cerca de un bosque de pinos, la propiedad brindó un ambiente ideal para sus aspiraciones de escritor. En este momento conoció a su futura esposa, Grace Hyde, autora de poesía y obras de teatro. Viviendo en el área durante muchos años, mientras criaban a su único hijo, Robert, se involucraron en seminarios metafísicos que se llevaron a cabo en el lago Oscawana. Más tarde se mudaron a California y siguieron escribiendo. Le gustaba cultivar árboles frutales como pasatiempo, que se convirtió en un trabajo de amor.
Estuvo influenciado por los escritos de Emmet Fox, Johann Gottlieb Fichte, Ralph Waldo Emerson y Henry Drummond. El libro de Trine What All the World's A-Seeking se amplificó sobre ideas y conceptos que Drummond mencionó originalmente en su libro The Greatest Thing in the World and Other Addresses. El trabajo principal de Trine, In Tune with the Infinite se publicó en 1897. Se ha traducido a una veintena de idiomas y se han vendido millones de copias. Era un favorito de la reina Victoria y Janet Gaynor. Henry Ford atribuyó su negocio automotriz y su éxito financiero a las ideas que tomó del libro de Trine. Ford consideraba a Trine un viejo amigo y tuvo varias conversaciones íntimas con él sobre la vida y el éxito. Él atribuyó muchos aspectos de su éxito en la vida directamente a estas conversaciones con Trine.
Trine fue un filósofo y maestro, además de ser autor de muchos libros relacionados con el movimiento del Nuevo Pensamiento. {sfn|Melton|1999|p=1178}} Fue introducido al movimiento a finales del siglo XIX y fue un defensor a principios del siglo XX de las ideas relacionadas. Fue uno de los primeros de sus representantes en escribir libros sobre él. Sus escritos tuvieron influencia sobre otras personas religiosas, incluido Ernest Holmes, un pionero de la Ciencia de la Mente. Los libros de Trine de principios del siglo XX sobre las ideas del Nuevo Pensamiento han promocionado y vendido más que cualquier otro de este género. Los principios básicos sobre los que escribió Trine fueron publicados posteriormente por otros autores de autoayuda como Napoleon Hill, David Schwartz y Brian Tracy.
Recibió un doctorado honorario en leyes en 1938. Él y su esposa se retiraron a una comunidad de jubilados para profesionales religiosos en 1955. Trine murió en 1958 en Claremont (California), a la edad de 92 años.

## Familia

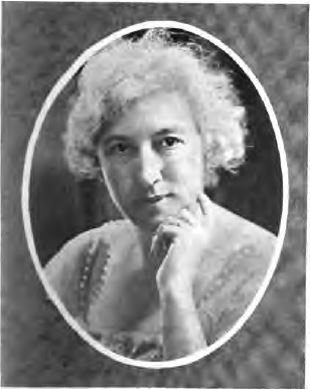
Grace Steele Hyde, esposa de Ralph Waldo, Who's who among the women of California?.

Trine se casó con Grace Steele Hyde en Mohawk, Nueva York, en 1898. Se graduó en Curry College en 1897 y escribió poesía y obras de teatro. Tuvieron un hijo, Robert, nacido en 1906.

## Legado
La artista estadounidense Kathryn Woodman Leighton pintó un retrato de Trine a principios de los años treinta. Esta pintura fue entregada a Knox College por su viuda en 1960. Una edición del 50 aniversario de In Tune With The Infinite - Fullness of Peace, Power and Plenty fue publicada en 1947. Bobbs-Merrill publicó una el libro conmemorativo The Best of Ralph Waldo Trine en 1957.

## Obras publicadas
Escribió más de una docena de libros.
- What All the World's A-Seeking, 1896[2]
- In Tune With The Infinite: Fullness of Peace, Power and Plenty, 1897[2]
- The Greatest Thing Ever Known, 1898.[2]
- Character-Building Thought Power, 1899.[2]
- Every Living Creature: Heart Training Through The Animal World, 1899
- Charakterbildung durch Gedankenkräfte (en alemán). 1906.
- This Mystical Life of Ours, 1907[2]
- Thoughts From the Highway,1912 (2011)[2]
- In the Hollow of His Hand, 1915
- The Higher Powers of Mind & Spirit, 1917
- The Wayfarer on the Open Road, 1919
- World's Balance Wheel, 1920
- Land of Living Men
- Character Building Thought Power
- The New Alignment of Life
- In the Fire of the Heart
- Power That Wins (with Henry Ford), 1929[3][35]
- Thoughts From Trine: An Anthology
- My Philosophy and My Religion
- Through the Sunlit Year
- Winning of the Best
- The Man Who Knew[34]